# Medalla Boltzmann
La Medalla Boltzmann es el premio más importante concerniente a la mecánica estadística; el nombre del premio es en honor del celebrado físico Ludwig Boltzmann. La Medalla Boltzmann es entregada cada tres años por la Comisión de Física Estadística de la Unión Internacional de Física Pura y Aplicada, durante la conferencia plenaria concerniente a Física estadística.
El premio consiste en una medalla dorada; en el frente lleva la siguiente inscripción Ludwig Boltzmann, 1844--1906.

## Galardonados
Todos los galardonados son físicos influyentes o matemáticos que han hecho contribuciones relevantes a la física estadística en las pasadas décadas.
- 2013 Giovanni Jona-Lasinio y Harry Swinney

- 2010 John Cardy y Bernard Derrida
- 2007 Kurt Binder y Giovanni Gallavotti
- 2004 E. G. D. Cohen y H. Eugene Stanley
- 2001 Berni Alder y Kyozi Kawasaki
- 1998 Elliott Lieb y Benjamin Widom
- 1995 Sam F. Edwards
- 1992 Joel Lebowitz y Giorgio Parisi
- 1989 Leo Kadanoff
- 1986 David Ruelle y Yákov Sinái
- 1983 Michael E. Fisher
- 1980 Rodney J. Baxter
- 1977 Ryogo Kubo
- 1975 Kenneth G. Wilson